# Pierre Joubert (Maler)
Pierre Joubert (* 27. Juni 1910 in Paris; † 14. Januar 2002 in La Rochelle) war ein französischer Zeichner und Maler.
Pierre Joubert hat sich seit frühester Jugend aktiv in der Pfadfinderbewegung engagiert. Zwischen 1926 und 1960 war er als Illustrator bei Scouts de France (mit René Follet) angestellt, wo er zahlreiche Zeitschriften illustrierte. Danach war er bis 1975 beim belgischen Verlag Marabout tätig. Dort wurden insbesondere Jugend- und Abenteuerbücher, wie die französische Ausgabe der Bob-Morane-Romane, von ihm illustriert.
Bis 1979 zeichnete er zudem für die Scouts d’Europe.
Zeit seines Lebens entstand so eine Vielzahl von Zeichnungen, Aquarelle und Malereien. Viele davon zeigen Pfadfindermotive, was ihm auch die Bezeichnung „Pfadfindermaler“ einbrachte. Daneben illustrierte er viele Szenen aus der Science Fiction und Fantasy.

## Werke als Illustrator
- Das Dschungelbuch von Rudyard Kipling
- Die Schatzinsel von Robert Louis Stevenson
- Mehrere Ausgaben der Spurbuch-Serie (Signe de Piste)